# تپه قلعه سلطانیه
تپه قلعه سلطانیه مربوط به هزاره اول قبل از میلاد است و در سلطانیه، ۱ کیلومتری غرب شهر واقع شده و این اثر در تاریخ ۲ مهر ۱۳۵۳ با شمارهٔ ثبت ۹۸۹ به‌عنوان یکی از آثار ملی ایران به ثبت رسیده است.